# Lucrécia Paco

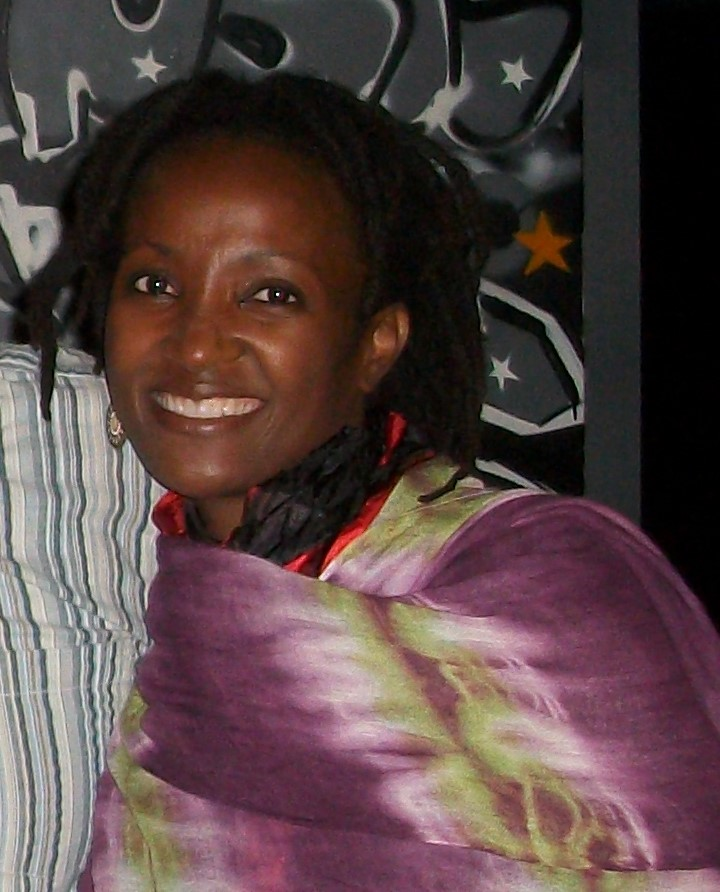
Lucrécia Paco, 2011

Lucrécia Paco (nacida el 19 de octubre de 1969) es una actriz mozambiqueña, una de las más reconocidas de su país.

## Biografía
Paco creció en Maputo. Cuando era niña, disfrutaba cantando y bailando con la música tradicional, que fue severamente reprimida antes de la independencia de Mozambique en 1975. Paco fue golpeado en la escuela por usar idiomas tradicionales. Después de la independencia, el gobierno socialista alentó a los grupos artísticos y ella participó cantando, bailando y recitando poemas.
Durante la Guerra Civil de Mozambique, centró su atención en el teatro como forma de acción política. Apareció en el documental de 1984 Maputo Mulher. En 1986, fue una de los fundadores de la compañía Mutumbela Gogo, la primera compañía teatral profesional de su país, que aún continúa en la actualidad. Fue influenciada por las muchas películas soviéticas que vio y creó obras breves sobre cómo era ser mozambiqueño. Para apoyar al grupo de teatro, Paco y otros miembros fundaron una panadería.
Se tomó un descanso de cinco años del escenario debido al agotamiento. Fue invitada por el Instituto Itaú Cultural a Brasil en 2009. Participó en el proyecto Antidote en el Seminario Internacional sobre Acciones Culturales en Zonas de Conflicto, utilizando la obra Mulher Asfalto. En 2010, participó en la película Quero Ser uma Estrela. Poco después, interpretó a la protagonista de Nineteens, la primera telenovela de Mozambique. 

## Filmografía

### Televisión
| Año  | Título           | Papel          |
| ---- | ---------------- | -------------- |
| 2010 | Nineteens        | Glória Monjane |
| 2002 | A Jóia de África | Abibi          |

### Películas
| Año  | Título                 | Papel |
| ---- | ---------------------- | ----- |
| 2010 | Quero Ser uma Estrela  | Mujer |
| 2010 | Flores Silvestres      | [ 6 ] |
| 1998 | La historia de Nelio   | María |
| 1986 | O Vento Sopra do Norte |       |
| 1984 | Maputo Mulher          |       |